# لارا پالور
لارا پالور یک بازیگر زن اهل انگلستان است که در اول سپتامبر ۱۹۸۰ در ساوتند-آن-سی زاده شد.
وی در مجموعهٔ شرلوک نقش آیرین آدلر را بازی کرده‌است.
پدر لارا یهودی است و مادرش نیز به دین یهودیت گرایش پیدا کرده‌است.
پدر و مادر لارا پالور در سن ۱۱ سالگی‌اش از یکدیگر جدا شدند. او هم‌اکنون بازیگر، رقصنده و خواننده است.

## فعالیت حرفه‌ای
برخی از فعالیت‌های این بازیگر عبارتند از:
- مجموعهٔ شرلوک
- رابین‌هود (سریال ۲۰۰۶)
- پلیدی‌های داوینچی
- بازی تاج و تخت (بازی ویدئویی ۲۰۱۴)
- لبه فردا
- جهان زیرین: جنگ‌های خونین

## همسران
- جاش دالاس (۲۰۰۷ تا ۲۰۱۱)[۵][۶][۷]
- رضا جفری (ازدواج رسمی در دسامبر ۲۰۱۴[۸])